# گارگار، ارمنستان
گارگار (به ارمنی: Գարգառ) یک روستا در ارمنستان است که در استان لوری واقع شده‌است. گارگار در ۱۴ کیلومتری شمال غرب وانادزور، مرکز استان لوری واقع شده‌است.

## خصوصیات
گارگار ۱۴٫۵۸ کیلومترمربع مساحت و ۱٬۵۱۸ نفر جمعیت دارد و ۱٬۴۱۰ (۱۴۰۰) متر بالاتر از سطح دریا واقع شده‌است.
| سال   | ۱۸۳۱ | ۱۸۸۶ | ۱۹۲۶ | ۱۹۳۹ | ۱۹۵۹ | ۱۹۷۰ | ۱۹۷۹ | ۲۰۰۱ | ۲۰۰۴ |
| جمعیت | ۱۵۸  | ۱۰۰۵ | ۱۶۰۰ | ۱۵۲۳ | ۱۳۱۳ | ۱۴۳۱ | ۱۳۹۵ | ۱۵۴۶ | ۱۳۱۸ |